# افعی رخ‌چاله چشم‌یاقوتی
افعی رخ‌چاله چشم‌یاقوتی (نام علمی: Trimeresurus rubeus)، که معمولاً به عنوان افعی رخ‌چاله سبز چشم‌یاقوتی شناخته می‌شود، یک گونه افعی سمی است که بومی جنوب شرقی آسیا است. در جنوب ویتنام و شرق کامبوج یافت می‌شود. هیچ زیرگونه‌ای در حال حاضر شناسایی نشده‌است.